# Johann Adrian Philipp Anton von Hoverden
Johann Adrian Philipp Anton Graf von Hoverden (geb. 28. Juni 1750 in Schlesien; gest. 19. Mai 1831) war ein preußischer Kammerherr und Landrat.

## Herkunft
Johann Adrian Philipp Anton Graf von Hoverden war der einzige Sohn von Johann Adrian Ignaz Graf von Hoverden, der 1786 in den preußischen Adelsstand erhoben wurde und Majoratsherr auf Hünern war.

## Persönliches
Johann Adrian Philipp Anton Graf von Hoverden wurde mittels Ordre vom 26. März 1805 zum Nachfolger von Hans Friedrich von Wentzky und Petersheyde als Landrat des Kreises Ohlau ernannt. Neben seinem Amt als Landrat war er königlicher Kammerherr und Majoratsherr auf Hünern und saß auf Heidau.

## Familie
Johann Adrian Philipp Anton Graf von Hoverden war mit Maria Theresia Wengersky (1756–1809) verheiratet. Das Ehepaar hatte vier Kinder:
1. Johann Adrian Emanuel (1777–1841)[1]
2. Aloysia (1778–1852)
3. Clementine (1783–1859)
4. Julie (1788–1489)